# Dolichocybaeus fuujinensis
Dolichocybaeus fuujinensis är en spindelart som beskrevs av Komatsu 1968. Dolichocybaeus fuujinensis ingår i släktet Dolichocybaeus och familjen vattenspindlar. Inga underarter finns listade i Catalogue of Life.